# Yaracal
Yaracal ist ein Dorf im Bundesstaat Falcón, Venezuela. Es ist Verwaltungssitz des Bezirks Cacique Manaure.
Zur Zeit der Eroberung wohnten hier Caquetío-Indianer (der Arawak-Sprachfamilie).
Das Dorf liegt auf der Route zwischen Puerto Cabello und Coro.